# 鳥取県道309号大柿上古川線
鳥取県道309号大柿上古川線（とっとりけんどう309ごう おおがきかみふるかわせん）は、鳥取県東伯郡三朝町から倉吉市に至る一般県道である。

## 概要
東伯郡三朝町大字大柿から倉吉市上古川に至る。

### 路線データ
- 起点：東伯郡三朝町大字大柿（国道179号交点）
- 終点：倉吉市上古川（上古川交差点、国道313号交点）
- 実延長：8.5 km
- 通行不能区間：東伯郡三朝町大字大柿 - 倉吉市菅原（3.5 km）

## 歴史
- 1995年（平成7年）3月28日 - 鳥取県告示第275号により認定される[1]。

前身は鳥取県道309号大柿上小鴨停車場線。終点にあった国鉄倉吉線上小鴨駅が廃止されたこと（1985年（昭和60年）4月1日）に伴い、国道313号 - 終点間が倉吉市道上古川7号線に降格し、現路線が成立した。

## 路線状況
起点は道路地図によると道の駅三朝・楽市楽座付近のようであるが、その辺りを探しても一切本路線の存在を示す物件は見当たらない。コンクリート舗装の山の中へ入っていく道が本路線ではないかと思われるが、熊が出没する恐れがあるらしく、入口に熊に注意するよう促す看板がある。
前身の鳥取県道309号大柿上小鴨停車場線は1995年（平成7年）3月28日鳥取県告示第276号で廃止されているが、同時に国鉄倉吉線の駅に通じていた一般県道4路線（鳥取県道152号打吹停車場線、鳥取県道177号西倉吉停車場線、鳥取県道218号小鴨停車場線、鳥取県道219号関金停車場線）も廃止されている。なぜ鉄道廃止から10年も経過してから廃止されたのかは定かではない。

### 重複区間
- 鳥取県道38号倉吉福本線（倉吉市岩倉 - 倉吉市広瀬）

### 道路施設

#### 橋梁
- 反土橋（小鴨川、倉吉市上古川 - 倉吉市鴨河内）

## 地理

### 通過する自治体
- 鳥取県
  - 東伯郡三朝町 - 倉吉市

### 交差する道路
| 交差する道路                        | 市町村名 | 市町村名 | 交差する場所 | 交差する場所        |
| ----------------------------------- | -------- | -------- | ------------ | ------------------- |
| 国道179号                           | 東伯郡   | 三朝町   | 大字大柿     | 起点                |
| 未供用区間                          |          |          |              |                     |
| 鳥取県道38号倉吉福本線 重複区間起点 | 倉吉市   | 倉吉市   | 岩倉         |                     |
| 鳥取県道38号倉吉福本線 重複区間終点 | 倉吉市   | 倉吉市   | 広瀬         |                     |
| 国道313号                           | 倉吉市   | 倉吉市   | 上古川       | 上古川交差点 / 終点 |

### 沿線
- 道の駅三朝・楽市楽座
- 小鴨川